# Panicum lacustre
Panicum lacustre là một loài thực vật có hoa trong họ Hòa thảo. Loài này được C.L.Hitchc. & Ekman mô tả khoa học đầu tiên năm 1936.